# Tangatrosor

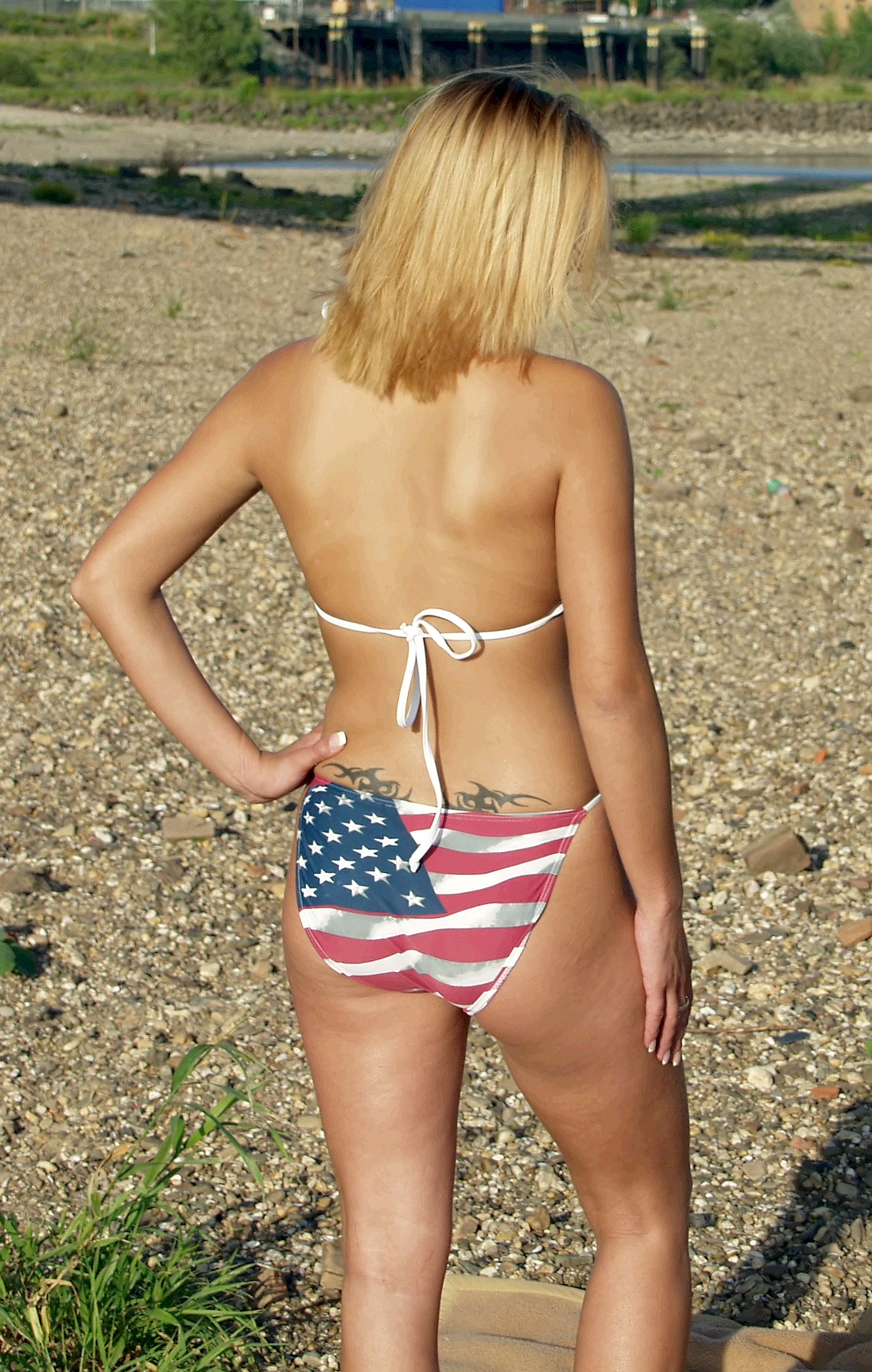
Kvinna iklädd tanga.

Tangatrosor (mer sällan som singular), även enbart tanga, är en mycket liten och lågt skuren trosa eller bikiniunderdel. Det finns också tangakalsonger för män.